# Альмера, Луи
Луи́ Альмера́ (фр. Louis Alméras; 15 марта 1768, Вьен — 7 января 1828, Бордо) — французский военачальник, генерал, барон. Кавалер Орден Святого Людовика. Участник Египетского, Итальянского похода и Отечественной войны 1812 года. В 1810 году, пожалован титулом барон империи.  
Поступил в армию в 1789 году, участвовал в осаде Тулона и служил в альпийской армии. В декабре 1801 года был утверждён в звании бригадного генерала. В 1801 году находился на службе в Цизальпинской республике. Во время австрийской компании был ранен при Ваграме. 
Командовал 2-й бригадой во время Бородинской битвы и захватил батарею Раевского, за отличие в сражение получил чин дивизионного генерала.  3 [15] ноября 1812 во время отступления из Москвы, вместе с Андрэ Бюртом был взят в плен казаками Орлова-Денисова и Дениса Давыдова у села Мерлино, Смоленская губерния. В августе 1814 года, вернулся на родину, командовал дивизией в Луарской армии.     
В 1823 году был назначен губернатором Бордо, где умер от апоплексического удара. 